# Matriz Antonelli
La matriz Antonelli es la matriz Hesse de la función a distancia en economía y especialmente en microeconomía.

## Definición y significado
Con n el número de mercancías, Antonelli Matrix A es una matriz {\displaystyle (n\times n)}-, cuya entrada (i,j) se sustituye por la expresión
{\displaystyle {\frac {\partial ^{2}d({\overline {u}},\mathbf {q} )}{\partial q_{i}\partial q_{j}}}}
La matriz se representa en consecuencia de la siguiente manera:

{\displaystyle A({\overline {u}},\mathbf {q} )\equiv \left({\begin{array}{ccc}{\frac {\partial ^{2}d({\overline {u}},\mathbf {q} )}{\partial q_{1}^{2}}}&\cdots &{\frac {\partial ^{2}d({\overline {u}},\mathbf {q} )}{\partial q_{1}\partial q_{n}}}\\\vdots &\ddots &\vdots \\{\frac {\partial ^{2}d({\overline {u}},\mathbf {q} )}{\partial q_{n}\partial q_{1}}}&\cdots &{\frac {\partial ^{2}d({\overline {u}},\mathbf {q} )}{\partial q_{n}^{2}}}\end{array}}\right)}.
donde {\displaystyle d({\overline {u}},\mathbf {q} )}  la llamada función de distancia al nivel de beneficio específico {\displaystyle {\overline {u}}}  y  el n-vector de las cantidades de mercancías,  {\displaystyle \mathbf {q} =(q_{1},\ldots ,q_{n})}. La función de distancia indica el número por el que {\displaystyle \mathbf {q} }  debe dividirse de manera que la combinación restante de cantidades de bienes esté justo en la curva de indiferencia {\displaystyle {\overline {u}}} mentiras.
La (i, j)a entrada de la matriz Antonelli ahora indica cuánto cambia el precio que un hogar estaría dispuesto a pagar por una multiunidad de i si su demanda de j bueno aumenta exógenamente, pero quiere permanecer en la misma curva de diferencia.

## Propiedades y relación con conceptos relacionados
La matriz Antonelli es simétrica bajo suposiciones comunes sobre la función de distancia. Además, ella es la pseudo-inversa de la matriz Slutsky.

## Biografía
- Michael Ahlheim: Medidas de bienestar económico. En: Salvador Barberà, Peter J. Hammond y Christian Seidl (ed.): Handbook of Utility Theory. Vol. 1. Kluwer Academic Publishers, Boston 1998, ISBN 0-7923-8174-2, p. 483-568.
- Giovanni B. Antonelli: Sulla Teoria Mathematica della Economia Politica. Pisa 1886. [Una traducción al inglés se incluye bajo el título On the Mathematical Theory of Political Economy en John S. Chipman y otros (Ed.): Preferencias, Utilidad y Demanda. Harcourt Brace Jovanovich, Nueva York 1971, capítulo 16.]
- Angus Deaton: La función de distancia en el comportamiento del consumidor con aplicaciones a números de índice e impuestos óptimos. En: The Review of Economic Studies. 46, No. 3, 1979, p. 391-405 (JSTOR 2297009).
- Nicholas Stern: Una nota sobre la tributación de las mercancías: La elección de la variable y las matrices Slutsky, Hessian y Antonelli (SHAM). En: The Review of Economic Studies. 53, No. 2, 1986, p. 293-299 (JSTOR 2297653).